# Vitalij Mutko
Vitalij Leonťjevič Mutko (rusky Виталий Леонтьевич Мутко; * 8. prosince 1958, Krasnodarský kraj, Sovětský svaz) je ruský politik, od roku 2008 ministr sportu Ruské federace.

## Kariéra
V letech 1992 až 1996 působil jako náměstek primátora Sankt Petěrburgu a jako předsedu Výboru pro sociální otázky. V letech 1997 až 2003 byl prezidentem fotbalového klubu FK Zenit Sankt-Petěrburg. V letech 2005 až 2009 a znovu od roku 2015 je prezidentem Ruské fotbalové federace, od roku 2009 je členem výkonného výboru FIFA. V květnu 2008 byl jmenován ministrem sportu, turistiky a mládežnické politiky Ruské federace.

## Dopingový skandál v ruské atletice
Podle zprávy komise Světové antidopingové agentury (WADA) z listopadu 2015 o systematickém dopingu v ruské atletice, měl právě Mutko dávat příkazy k manipulaci se vzorky z dopingových kontrol. Ten nejprve všechna obvinění WADA rázně odmítl a pohrozil, že Rusko přestane financovat ruský antidopingový program. Později ale prohlásil, že většina z informací ve zprávě ho nepřekvapila. Dále uvedl: „Jsme si plně vědomi problémů v Ruské atletické federaci a podnikli jsme kroky k nápravě situace: federace má nového šéfa i hlavního trenéra, kteří se v současnosti snaží osvěžit i zbytek trenérského týmu.“
Před hlasováním mezinárodní atletické federace IAAF o pozastavení členství ruského atletického svazu kvůli dopingovému skandálu obvinil Mutko vedení světové atletiky z toho, že v letech 2008 a 2009 zatajilo 155 pozitivních dopingových testů.

## Systematický doping v ruském sportu
V červenci 2016 zveřejnila Světová antidopingová agentura (WADA) svou vyšetřovací zprávu, podle které ruské státní orgány systematicky kryly doping ruských olympioniků téměř ve všech sportech. Podle WADA ruský dopingový program řídilo ministerstvo sportu. Byl zaveden po olympijských hrách ve Vancouveru v roce 2010 a pokračoval přes MS v atletice v Moskvě v roce 2013 až do zimních olympijských her v Soči 2014. Během olympiády v Soči umožňoval systém manipulaci se vzorky ruských sportovců, přičemž součástí dopingového programu bylo přes 20 ruských olympioniků v Soči, včetně 15 medailistů.

## Vyznamenání
- Řád Za zásluhy o vlast III. třídy – Rusko, 14. ledna 2014 – za velký přínos k přípravě a konaní XXVII. světové letní univerziády 2013 v Kazani.[5] Vyznamenání mu bylo předáno 24. března 2014 na slavnostním předávání státních vyznamenání organizátorům olympijských a paralympijských her 2014. trenérům a vedoucím sportovních federací.[6]
- Řád Za zásluhy o vlast IV. třídy – Rusko, 1. prosince 2008 – za velký přínos k rozvoji tělesné kultury a sportu a za mnohaletou svědomitou práci
- Řád cti – Rusko, 11. listopadu 1994 – za skvělé služby lidem spojeným s rozvojem ruské státnosti, za úspěchy v pracovní oblasti, vědě, kultuře, umění a za posilování přátelství a spolupráce mezi národy[7]
- Řád přátelství – Rusko, 25. ledna 2002 – za zásluhy o rozvoj tělesné kultury a sportu, velký přínos k posílení přátelství a spolupráce mezi národy
- Pamětní medaile 300. výročí Petrohradu – Rusko, 2003
- Pamětní medaile 1000. výročí Kazaně – Rusko, 2005